# Anni Steuer
Anni Steuer (Metz, 12 februari 1913 - Mülheim an der Ruhr, 1996) was een atleet uit Duitsland.
Op de Olympische Zomerspelen van Berlijn in 1936 liep Steuer de 80 meter horde, en behaalde ze daarmee de zilveren medaille.